# Cladomelea akermani
Cladomelea akermani är en spindelart som beskrevs av Hewitt 1923. Cladomelea akermani ingår i släktet Cladomelea och familjen hjulspindlar. Inga underarter finns listade i Catalogue of Life.